# The Astrud Gilberto Album
The Astrud Gilberto Album — дебютный студийный альбом бразильской певицы Аструд Жилберту, выпущенный в 1965 году на лейбле Verve. Гитарные партии исполнил музыкант Антониу Карлос Жобин, аранжировками занимался пианист Марти Пейч, продюсером выступил Крид Тейлор.
Пластинка получила признание критиков и заняла 41 место в чарте Billboard Top LP’s, пробыв там 18 недель.

## Отзывы и признание
| Оценки критиков               | Оценки критиков |
| Источник                      | Оценка          |
| ----------------------------- | --------------- |
| AllMusic                      | [ 3 ]           |
| Encyclopedia of Popular Music | [ 4 ]           |

Джон Буш из AllMusic заявил, что Жилберту добилась случайного успеха, когда её слабое владение английским сделало её фактическим выбором спеть «The Girl from Ipanema» на сессии, которую вели Стэн Гетц и её муж, Жуан Жилберту, и, несмотря на ошеломляющий успех альбома, было неясно, сможет ли она продолжать карьеру, когда записывала свой первый сольный альбом, поскольку звучала скорее как любитель, чем как профессионал звукозаписи, её голос был приятным, но хрупким. Но, по его мнению, данный альбом был, по крайней мере, так же хорош, как Getz/Gilberto, из-за того, что бразильский репертуар особенно хорошо подходит традиционно слабым вокалисткам, её голос был ещё более приятным, чем кто-либо слышал ранее, а также из-за того, что на записи присутствовали два сильных лидера — аранжировщик Марти Пейч, чьи струнные придали альбому сияние, а выбор инструменталистов идеально дополнял вокал Жилберту, и несравненный Антониу Карлос Жобин.
В журнале Billboard написали: «„Девушка из Ипанемы“ исполняет дюжину отрывков синкопического материала в плавном, непринуждённом и завораживающем стиле, который завоевал сердца её множество поклонников». Рецензент журнала Record World отметил: «Любой, кто ищет краткое определение музыки, может обратиться к этому альбому. Он красивый, мягкий, сладковатый, расслабляющий, окрашенный во множество пастельных оттенков. Весь её материал был написан — то есть адаптирован — для неё Антониу Жобином, который также присоединился к ней в одной из лучших частей альбома, „Água de Beber“. Ещё одна новая и великолепная вальс-баллада, которую следует отметить, — „…and Roses and Roses“».
На восьмой церемонии «Грэмми» альбом получил номинацию за лучшее вокальное исполнение среди женщин. В 2017 году NPR поставили альбом на 75 место в списке «150 величайших альбомов, записанных женщинами».

## Список композиций
1. «Once I Loved» (Рэй Гилберт, Антониу Карлос Жобин, Винисиус ди Морайс) — 2:14
2. «Água de Beber» (Норман Гимбел, Антониу Карлос Жобин, Винисиус ди Морайс) — 2:20
3. «Meditation» (Норман Гимбел, Антониу Карлос Жобин, Ньютон Мендонса) — 2:42
4. «…and Roses and Roses» (Доривал Каимми, Рэй Гилберт) — 2:37
5. «O Morro (Não tem Vez)» (Антониу Карлос Жобин, Винисиус ди Морайс) — 2:59
6. «How Insensitive» (Норман Гимбел, Антониу Карлос Жобин, Винисиус ди Морайс) — 2:51
7. «Dindi» (Норман Гимбел, Антониу Карлос Жобин, Алойзиу ди Оливейра) — 2:44
8. «Photograph» (Антониу Карлос Жобин) — 2:12
9. «Dreamer» (Антониу Карлос Жобин, Джин Лис) — 2:03
10. «Só Tinha de Ser Com Você» (Антониу Карлос Жобин) — 2:22
11. «All That’s Left Is to Say Goodbye» (Аструд Жилберту, Антониу Карлос Жобин, Винисиус ди Морайс) — 3:13

## Участники записи
- Ансамбль Guildhall String Ensemble
- Аранжировка, дирижёр — Марти Пейч
- Бас-гитара — Джо Мондрагон
- Вокал — Аструд Жилберту
- Гитара — Антониу Карлос Жобин
- Звукорежиссёр — Дэйв Хассингер, Вэл Валентин
- Мастеринг — Руди Ван Гелдер
- Продюсер — Крид Тейлор
- Саксофон-альт, флейта — Бад Шанк
- Тромбон — Милт Бернхарт
- Труба — Стю Уильямсон
- Фортепиано — Жуан Донату

## Чарты
| Чарт (1965)                     | Высшая позиция |
| ------------------------------- | -------------- |
| США (Billboard Top LP’s)        | 41             |
| США (Cash Box Top 100 Albums)   | 85             |
| США (Record World Top 100 LP’s) | 63             |